# Rationality
Rationality: What It Is, Why It Seems Scarce, Why It Matters är en bok från 2021 skriven av den kanadensisk-amerikanske kognitionsforskaren Steven Pinker. Boken publicerades den 28 september 2021 av Viking förlaget inom Penguin Random House.
Den argumenterar för att rationalitet är en viktig drivkraft för moraliska och sociala framsteg, och den försöker lösa den uppenbara konflikten mellan vetenskapliga framsteg och ökande nivåer av desinformation. Pinker förklarar flera begrepp som ligger till grund för rationalitet, bland annat från områdena logik, sannolikhetsteori, statistik och sociala val.

## Mottagning
Boken debuterade som nummer nio på The New York Times bästsäljarlista över facklitterära böcker för veckan som slutade den 2 oktober 2021.
I sin stjärnmärkta recension skrev Publishers Weekly: "Han lyckas vara samvetsgrant rigorös men ändå ständigt tillgänglig och underhållande." Till Andrew Anthony i The Guardian, Pinker, inte en "torr och humorlös slav under rationellt tänkande", "att det vi tycker är roligt ofta inte är något annat än smarta inversioner av logiken". Kirkus Reviews skrev: "Författaren kan vara berusande och nördig, men sällan till den grad att hans diskussioner blir otillgängliga."
I The New York Times kommenterade Jennifer Szalai att "Problemet uppstår när han [Pinker] försöker pryda sin psykologhatt med sin mer utarbetade klädsel som en offentlig intellektuell", medan Anthony Gottlieb noterade Pinkers tendenser att "överdriva populariteten hos ogenomtänkta övertygelser" och att ägna "gott om utrymme åt att förespråka rationalitet, vilket författarna till liknande verk inte har funnit nödvändigt att göra, kanske för att alla som väljer att läsa om rationalitet förmodligen redan är för det."